# Maja Nylén Persson
Maja Helena Nylén Persson, född 20 november 2000, är en svensk ishockeyspelare som spelar för Brynäs IF i SDHL. Hon har även spelat för Sveriges landslag.

## Klubbkarriär
Nylén Persson är fostrad i Skogsbo SK. Hon spelade därefter en säsong i Avesta BK innan hon gick till Leksands IF. Nylén Persson blev som 13-åring uppflyttad i A-laget inför säsongen 2014/2015. Hon spelade 22 matcher i Riksserien och gjorde fyra poäng under sin debutsäsong.
I mars 2019 blev Nylén Persson den förste spelaren att vinna Elite Prospects Award, ett pris som delas ut till den bästa junioren i SDHL. Hon spelade 151 matcher i SDHL och gjorde 67 poäng under sina fem säsonger i Leksands IF.
Inför säsongen 2019/2020 värvades Nylén Persson av Brynäs IF, där hon skrev på ett treårskontrakt. Under sin första säsong i klubben gjorde Nylén Persson 26 poäng på 36 matcher i SDHL. I maj 2020 vann hon för andra raka året Elite Prospects Award.

## Landslagskarriär
I januari 2016 blev Nylén Persson uttagen i Sveriges trupp till ungdoms-OS i Lillehammer. Hon var med och vann guldet i turneringen efter att Sverige besegrat Tjeckien i finalen. Nylén Persson var en del av Sveriges juniorlandslagstrupp som slutade på fjärde plats vid U18-VM i Přerov och Zlín i januari 2017. Två månader senare blev hon som 16-åring uttagen i A-landslaget i deras trupp till VM 2017.
I januari 2018 var hon en del av juniorlandslaget som tog silver vid U18-VM i Dmitrov efter en finalförlust mot USA med 9–3. Följande månad blev hon uttagen i A-landslaget i deras trupp till OS 2018 i Pyeongchang.

## Karriärstatistik
| 2014/2015                | Leksands IF              | Riksserien               | 22  | 0  | 4  | 4   | 0  | 6  | 1 | 1 | 2  | 0 |
| 2015/2016                | Leksands IF              | Riksserien               | 27  | 1  | 10 | 11  | 2  | 2  | 0 | 0 | 0  | 0 |
| 2016/2017                | Leksands IF              | SDHL                     | 34  | 8  | 11 | 19  | 8  | 2  | 0 | 1 | 1  | 0 |
| 2017/2018                | Leksands IF              | SDHL                     | 33  | 4  | 10 | 14  | 2  | 2  | 0 | 0 | 0  | 0 |
| 2018/2019                | Leksands IF              | SDHL                     | 35  | 8  | 11 | 19  | 4  | 4  | 1 | 0 | 1  | 0 |
| 2019/2020                | Brynäs IF                | SDHL                     | 36  | 9  | 17 | 26  | 4  | 5  | 1 | 2 | 3  | 0 |
| 2020/2021                | Brynäs IF                | SDHL                     | 36  | 9  | 19 | 28  | 8  | 7  | 0 | 3 | 3  | 2 |
| Totalt i SDHL/Riksserien | Totalt i SDHL/Riksserien | Totalt i SDHL/Riksserien | 223 | 39 | 82 | 121 | 28 | 28 | 3 | 7 | 10 | 2 |